# Brachypoda cornipes
Brachypoda cornipes är en kvalsterart som beskrevs av Herbert Habeeb 1957. Brachypoda cornipes ingår i släktet Brachypoda och familjen Axonopsidae. Inga underarter finns listade.